# Арнолд II (Вид)
Арнолд II (на немски: Arnold von Wied; * 1098; † 14 май 1156, Ксантен) е архиепископ на Кьолн от 1151 до 1156 г. и от 1138 г. канцлер на крал Конрад III.

## Живот
Арнолд е вторият син на Метфрид († 1145), граф на Вид, и на Остерлинда, която вероятно е роднина на херцог Хайнрих Лъв от род Велфи. Той има трима братя и четири сестри. Брат му Зигфрид е граф на Вид от 1145 до 1162 г. и придружава през 1161 г. Барбароса в похода в Италия, но умира от малария близо до Милано.
През 1122 г. Арнолд става пропст на „Св. Георг“ в Лимбург на Лан, от 1127 г. е домпропст към Кьолн. От 1138 г. той е пропст на църквата „Св. Серваций“ в Маастрихт.
Арнолд става през 1138 г. канцлер на крал Конрад III и го придружава в похода му в Италия. Той управлява Имперска Италия и Горна Лотарингия и пътува до Рим по нареждане на императора.
Арнолд участва от 1147 до 1149 г. във Втория кръстоносен поход. След загубата при Дамаск през 1148 г. той отива заедно с императора в Константинопол. През 1149 г. се връща обратно в Кьолн.
През 1151 г. Арнолд е избран за архиепископ на Кьолн. В това време Конрад III умира. През март 1152 г. Арнолд участва при избора на крал във Франкфурт. На 9 март 1152 г. Арнолд коронува Фридрих I Барбароса в Аахенския Дом за римско-немски крал.
Арнолд участва през 1154 г. като имперски канцлер в похода на Фридрих в Италия. През 1155 г. той отива в Рим като пратеник, за да подготви императорското короноване на Фридрих чрез папата.
Арнолд помага в основаването на един Бенедиктински манастир в Шварцрайндорф и дава управлението му на сестра си Хадвиг фон Вид. Други две негови сестри влизат също в този манастир.
Арнолд умира на 14 май 1156 г. в Ксантен след падане при надбягване. Той е погребан в Бенедиктинския манастир в Шварцрайндорф при Бон.